# 鬼丸薰
鬼丸薰（1949年2月7日—），日本東京都人。她曾任律師，並從2013年2月6日起擔任最高裁判所法官，是該裁判所歷史上第5位女性法官。

## 传记
- 1961年自東京教育大學附設小學（現筑波大學附設小學）畢業[2]
- 1964年自東京教育大学附設中學（現筑波大學附設中學）畢業
- 1967年自東京教育大學附設高中（現筑波大学附設高中）畢業
- 1973年自東京大學法學部（私法・公法組）畢業
- 1975年司法訓練結業（第27期）

鬼丸在受訓時雖以擔任法官為目標，但因為懷孕生子的緣故，所以決定選擇不當法官而改當律師（弁護士）。加入山梨縣律師公會後，除在律師事務所執業外，也受聘為甲府市的法律顧問（in house lawyer）並代理該市處理法律案件。1978年退出山梨縣公會而改加入東京律師公會，並曾歷任司法研修所民事辯護教官、日本女性法律家協會副會長、厚生労働省中央最低賃金審議會委員、同省勞動保險審査會審査員及内閣府國民生活審議會委員等多項職務。
2013年2月6日就任最高裁判所法官，她的前手是於2012年12月26日屆齡退休的須藤正彦。
鬼丸是繼高橋久子、横尾和子、桜井龍子、岡部喜代子後，最高裁判所歷史上第5位女性法官。當她上任後，該裁判所在任的15位法官中有3名是女性，並首次得以在各小法庭中均有一名女性成員（最高裁判所共有3個小法庭，每一小法庭配置5名法官）。

## 曾審理過的矚目案件
- 煙石博（人名）竊盗案件，此案是煙石遭起訴涉嫌竊取置於銀行記帳台（寫字桌）上信封內的現金。該案由鬼丸組成的合議庭最後以銀行的監視器畫面並沒有錄到煙石曾碰觸到信封為由，認為第一、二審有「重大的事實誤認」，「若不加以撤銷則顯然與正義有違」，故撤銷原有罪判決並直接改判煙石無罪確定[7]。至目前為止此案是該裁判所唯一一件自為判決被告無罪的案件。

## 著作
- 『女性のための法律Q&A 若い女性のトラブル解決』村千鶴子共著 新日本法規出版 1999
- 『成年後見の法律相談』赤沼康弘共編著 学陽書房 2005
- 『離婚給付算定事例集 養育費・財産分与・慰謝料』宇田川濱江,白井典子,中村順子共編 新日本法規出版 2010
- 『内縁・事実婚をめぐる法律実務』曽田多賀,紙子達子共編著 新日本法規出版 2013

## 備註
1. ↑  . 河北新報. 2013-02-06  [2013-02-07].[永久]
2. ↑   (PDF). 千葉県選挙管理委員会.   [2014-12-14]. （原始内容 (PDF)存档于2014-12-14）.
アーカイブ[永久]
3. ↑   (PDF). 日本女性法律家協会会報52号. 日本女性法律家協会. 2014-06-07  [2014-12-14]. （原始内容 (PDF)存档于2014-12-13）.
4. ↑  . 朝日新聞. 2013-02-06  [2013-02-07]. （原始内容存档于2013-02-09）.
5. ↑  . 日本経済新聞. 2013-01-18  [2013-02-07]. （原始内容存档于2019-09-05）.
6. ↑  毎日新聞2013年2月7日記事『ひと：鬼丸かおるさん＝「男女の区別が意識されなくなれば」と語る新最高裁判事』[永久]
7. ↑  『煙石さん逆転無罪 最高裁判決 「重大な事実誤認」』 - 中国新聞 2017年3月11日 33ページ

## 關連項目
- 筑波大学附属中学校・高等学校の人物一覧
- 最高裁判所
- 最高裁判所裁判官
- 鬼丸義斎

## 外部連結
- 鬼丸かおる - 最高裁判所